# Kaspar Anton Karl van Beethoven
Kaspar Anton Karl van Beethoven (batejat el 8 d'abril de 1774 – 15 de novembre de 1815) és recordat com el germà del cèlebre compositor Ludwig van Beethoven, amb qui col·laborà en les gestions amb els editors de música de Ludwig. A la seva mort per tuberculosi, deixà la custòdia compartida del seu fill, Karl, al seu germà i a la seva dona, Johanna van Beethoven.

## Biografia
Kaspar van Beethoven va néixer a Bonn, i era el segon fill de Johan van Beethoven i Maria Magdalena Keverich. Va perdre la seva mare als 13 anys, ja que va morir el 17 de juliol de 1787. A causa que el seu pare era alcohòlic, Ludwig, amb 16 anys, fou qui va haver de tenir cura del pare i del seu germà menor Johann.
El 1794, Kaspar es va mudar de la casa familiar de Bonn a Viena, on Ludwig s'havia traslladat un poc abans. El biògraf Ludwig Thayer suggereix que Ludwig, en un primer moment, el va ajudar econòmicament i també el va ajudar en la recerca dels alumnes. Kaspar també va provar sort en el camp de la composició musical, encara que mai va arribar a consolidar-se.
El 1800, Kaspar va començar a treballar com a empleat en el Departament d'Hisenda. També en aquesta època va treballar estretament amb Ludwig, servint com a secretari a temps parcial i s'encarregava de la gestió de les relacions amb els editors de música. En aquesta responsabilitat, es considera que no ho va fer massa bé; els editors que el tractaren el van trobar arrogant i amb falta de tacte. Aquesta manera de fer també va crear tensió entre els germans; en un moment donat, cap al 1801 o 1802, Kaspar va vendre un conjunt de sonates per a piano (les 3 Sonates op. 31) acabades recentment per Ludwig, a un editor a Leipzig, quan Beethoven ja les havia compromès amb l'editorial Nägeli. Segons el biògraf primerenc de Beethoven, Ferdinand Ries, per aquest motiu els germans "van arribar a les mans." Kaspar ja va fer poca feina en la representació del seu germà a partir del 1806.
El 25 de maig de 1806 Kaspar es va casar amb Johanna Reiss, que estava embarassada de sis mesos; el fill que nasqué el van anomenar Karl. Ludwig i Johanna vivien en males condicions des del principi i les relacions entre els dos germans es van deteriorar després del matrimoni de Kaspar. La casa de Kaspar va ser l'escenari d'una anècdota sovint comentada sobre Ludwig. La nit de l'11 d'agost de 1809, Viena va ser bombardejada per l'exèrcit invasor de Napoleó. El compositor, ja molt preocupat per la seva extensa pèrdua de l'audició, es va refugiar al soterrani de la casa del seu germà, i va cobrir el seu cap amb coixins amb l'esperança que això li preservaria la poca capacitat d'audició que li quedava.
En 1812, Kaspar va emmalaltir de tuberculosi i Ludwig va ajudar a mantenir la família. Va esmentar a la princesa Kinsky que estava "obligat a donar suport completament un germà malalt desafortunat i a tota la seva família." Quan, el 1813, la salut de Kaspar va començar a deteriorar-se seriosament, va signar una declaració que, en el cas de la seva mort, nomenava Ludwig tutor del seu fill, que llavors tenia sis anys. El mateix dia, Ludwig li va concedir un préstec de 1.500 florins, per ajudar a la seva dona i donar-i estabilitat.
Kaspar va morir el 15 de novembre de 1815. En el seu testament, datat el dia anterior, assignà la custòdia del seu fill a la seva dona i a Ludwig, també amb l'esperança que els dos deixessin de costat la seva llarga enemistat. Aquest esforç fracassà per complet, ja que després de la seva mort Ludwig i Johanna es van involucrar en una llarga i amarga lluita per la custòdia de Karl.